# Maggie Q

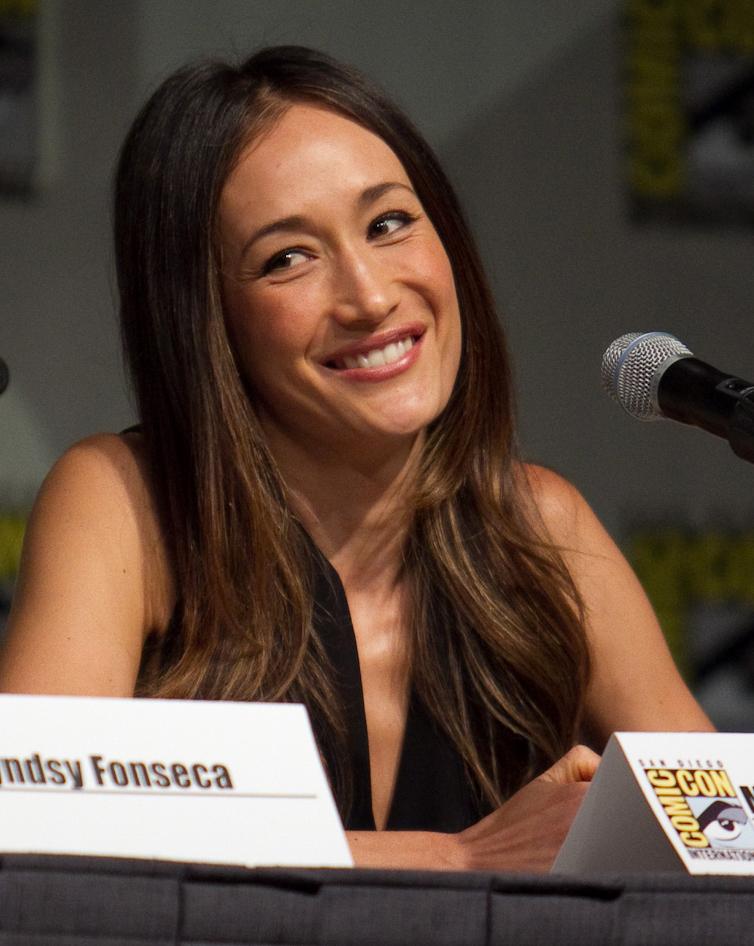
Maggie Q bei der San Diego Comic-Con 2010

Maggie Q (* 22. Mai 1979 in Honolulu, Hawaii als Margaret Denise Quigley) ist eine US-amerikanische Schauspielerin, Tierrechts-Aktivistin und ein Fotomodell.

## Leben
Die Tochter eines US-amerikanischen Vaters und einer Vietnamesin begann ihre Karriere als Model in Japan und China. Ihre erste Schauspielrolle hatte sie 1997 in einer chinesischen Fernsehserie. Danach spielte sie in mehreren asiatischen Filmen und hatte kleinere Auftritte in Rush Hour 2 (2001) und In 80 Tagen um die Welt (2004). Im folgenden Jahr spielte sie eine Hauptrolle in dem deutschen Fernsehzweiteiler Das Haus der Harmonie nach dem gleichnamigen Roman von Barbara Wood. 2006 war sie neben Tom Cruise, Michelle Monaghan und Simon Pegg in Mission: Impossible III zu sehen, 2007 gemeinsam mit Bruce Willis, Timothy Olyphant und Mary Elizabeth Winstead in Stirb langsam 4.0. 
2008 spielte sie die Rolle der Chase Linh in Need for Speed: Undercover. Von 2010 bis 2013 spielte sie die Titelrolle Nikita in der gleichnamigen Fernsehserie und von 2014 bis 2015 verkörperte sie die Hauptrolle der Beth Davis in der Fernsehserie Stalker. Außerdem spielt sie in den Filmen Die Bestimmung – Divergent (2014), Die Bestimmung – Insurgent (2015) und Die Bestimmung – Allegiant (2016) die Rolle der Tori Wu. Von 2016 bis 2019 war sie in Designated Survivor neben Kiefer Sutherland als FBI-Agentin zu sehen.
Zu Beginn ihrer Karriere wurde Maggie Q von Jackie Chan trainiert und gefördert. Da sie großen Wert auf die Authentizität ihrer zahlreichen Action- und Kampfszenen legt, verzichtet sie weitgehend darauf, sich von Stuntfrauen doubeln zu lassen.

## Tierrechtsaktivismus und Umweltschutz
Maggie Q ernährt sich seit 2000 rein pflanzlich und lehnt das Tragen von Pelz ab. Für die Tierrechtsorganisation PETA ließ sie sich mehrmals nackt oder nur mit Pflanzen bekleidet abbilden, um Vegetarismus und den Kampf gegen den Klimawandel durch eine Ernährungsumstellung zu bewerben. Sie sagte, dass das Aufgeben von Fleisch eine der lohnendsten Entscheidungen gewesen sei, die sie jemals getroffen habe. „Ich fühle mich besser, ich habe mehr Energie am und außerhalb des Sets und ich habe die Befriedigung zu wissen, dass ich etwas tue, um das Leiden der Tiere zu stoppen.“ Im Jahr 2008 wurde Maggie Q von PETA Asia-Pacific zur „Person des Jahres“ ernannt. 2017 erklärte PETA sie zu einer der drei Sexiest Vegans.
Maggie Q ist derzeit Botschafterin der Animals Asia Foundation. Weitere Organisationen, die sie unterstützt, sind Save the Elephants, die Blue Sphere Foundation, die African Wildlife Foundation, WildAid und die Best Friends Animal Society. Außerdem unterstützte sie die Meeresschutzorganisation Sea Shepherd durch den Besuch ihrer 40-Jahr-Feier.
Maggie Q hat mit Qeep Up eine eigene Modelinie, die Plastik aus den Meeren recycelt.

## Filmografie (Auswahl)
- 2001: Rush Hour 2
- 2002: Naked Weapon
- 2004: In 80 Tagen um die Welt (Around the World in 80 Days)
- 2004: Gen-Y Cops
- 2005: Das Haus der Harmonie (House of Harmony)
- 2005: Dragon Squad
- 2006: Mission: Impossible III
- 2007: Stirb langsam 4.0 (Live Free or Die Hard)
- 2007: Balls of Fury
- 2008: Deception – Tödliche Versuchung (Deception)
- 2008: Three Kingdoms – Der Krieg der drei Königreiche (San guo zhi jian long xie jia)
- 2009: New York, I Love You
- 2009: Lang zai ji
- 2010: The King of Fighters
- 2010: Operation: Endgame
- 2010–2013: Nikita (Fernsehserie, 73 Episoden)
- 2011: Priest
- 2014: Die Bestimmung – Divergent (Divergent)
- 2014–2015: Stalker (Fernsehserie, 20 Episoden)
- 2015: Die Bestimmung – Insurgent (The Divergent Series: Insurgent)
- 2016: Die Bestimmung – Allegiant (The Divergent Series: Allegiant)
- 2016–2019: Designated Survivor (Fernsehserie, 50 Episoden)
- 2017: Jekyll Island
- 2017: Nightmare – Schlaf nicht ein! (Slumber)
- 2018: The Con Is On
- 2020: Fantasy Island
- 2020: The Argument
- 2020: Death of Me
- 2021: The Protégé – Made for Revenge (The Protégé)
- 2022: Pivoting (Fernsehserie, 10 Episoden)
- 2023: Fear the Night
- 2023: The Family Plan
- 2025: Bosch: Legacy (Fernsehserie, 1 Episode)
- 2025: Ballard (Fernsehserie, 10 Episoden)

## Nominierungen
Goldene Himbeere
- 2021: Nominierung als schlechteste Nebendarstellerin in Fantasy Island